# Soda Springs
Soda Springs – miasto w Stanach Zjednoczonych, w stanie Idaho, siedziba administracyjna hrabstwa Caribou.